# Atagi Nobuyasu
Atagi Nobuyasu est un nom japonais traditionnel ; le nom de famille (ou le nom d'école), Atagi, précède donc le prénom (ou le nom d'artiste).
Atagi Nobuyasu (安宅 信康, 1549-1578) est un samouraï de l'époque Sengoku, neveu de Miyoshi Nagayoshi. Après la chute du clan Miyoshi soumis à Oda Nobunaga.[pas clair] Il a combattu la marine Môri lors de la première bataille de Kizuwaguchi en 1577, et la deuxième bataille de Kizugawaguchi l'année suivante.